# Килпеддер

Килпеддер (англ. Kilpedder; ирл. Cill Pheadair, «церковь Питера») — деревня в Ирландии, находится в графстве Уиклоу (провинция Ленстер).

## Демография
Население — 480 человек (по переписи 2006 года). В 2002 году население составляло 517 человек.
Данные переписи 2006 года:
| Общие демографические показатели |               |                               |                               |      |      |
| Всё население                    | Всё население | Изменения населения 2002—2006 | Изменения населения 2002—2006 | 2006 | 2006 |
| 2002                             | 2006          | чел.                          | %                             | муж. | жен. |
| 517                              | 480           | −37                           | −7,2                          | 252  | 228  |